# Smittipora fenestrata
Smittipora fenestrata is een mosdiertjessoort uit de familie van de Onychocellidae. De wetenschappelijke naam van de soort is voor het eerst geldig gepubliceerd in 1999 door d'Hondt & Gordon.